# Auxant
Auxant ist eine französische Gemeinde mit 83 Einwohnern (Stand: 1. Januar 2022) im Département Côte-d’Or in der Region Bourgogne-Franche-Comté. Sie gehört zum Kanton Arnay-le-Duc und zum Arrondissement Beaune.
Nachbargemeinden sind Culètre im Nordwesten, Painblanc im Norden, Bligny-sur-Ouche im Nordosten, Vic-des-Prés im Osten, Bessey-la-Cour im Süden und Veilly im Westen.

## Weblinks

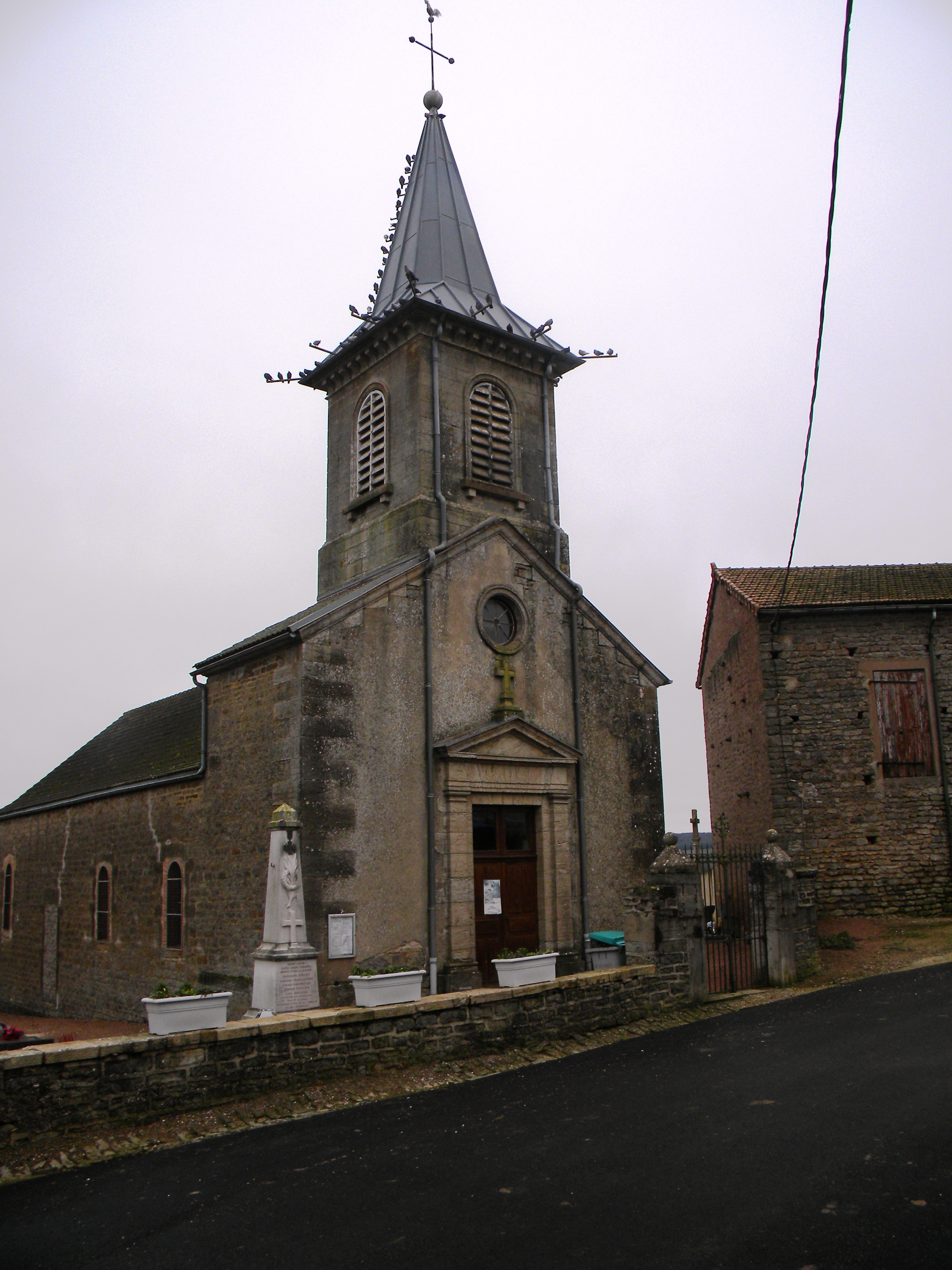
Kirche Saint-Pierre in Auxant

## Bevölkerungsentwicklung
| Jahr                       | 1962 | 1968 | 1975 | 1982 | 1990 | 1999 | 2008 | 2015 |
| -------------------------- | ---- | ---- | ---- | ---- | ---- | ---- | ---- | ---- |
| Einwohner                  | 84   | 68   | 57   | 54   | 44   | 39   | 64   | 68   |
| Quellen: Cassini und INSEE |      |      |      |      |      |      |      |      |